# Amomum cylindraceum
Amomum cylindraceum är en enhjärtbladig växtart som beskrevs av Henry Nicholas Ridley. Amomum cylindraceum ingår i släktet Amomum och familjen Zingiberaceae. Inga underarter finns listade i Catalogue of Life.